# Can Ribot (Fontanilles)
Can Ribot és una obra de Fontanilles (Baix Empordà) inclosa a l'Inventari del Patrimoni Arquitectònic de Catalunya.
Edifici que forma part del conjunt de cases de Carrer de la Processó situat en la vessant del pujol de migdia.
Les estructures portants estan construïdes amb pedra (molt ben tallada en algun lloc) i morter de calç. La coberta és de teula àrab, d'una sola aigua cap a la façana principal.
La casa té dues plantes.